# 莆田第二中学
莆田第二中学，其前身可追溯至于1878年（另有一说是1879年）创立的培元书院，是莆田第一所新式全日制中学。1952年起改为莆田第二中学，曾在1969年停办。1973年复办，名称沿用“莆田第二中学”至今。

## 历史
- 清光绪四年(1878年)，美以美会传教士谢锡恩等人创建培元书院。[10]

- 光绪二十四年（1898年）成立，改培元书院为培元西学堂，地址在城厢仓后街。美以美会传教士蒲星氏首任监督。设英文、天文、地理、格致、化学、算学、儒学、作文、国语、圣经等课目。[11]
- 光绪三十三年（1907年），改称哲理中学堂。
- 民国17年（1928年），由中华民国教育部立案，改称私立哲理中学。设有普通高中、初中及师范科3部。
- 1952年10月，改称莆田第二中学。
- 1969年停办。
- 1973年复办，仍称莆田第二中学[12]。